# Mind Games (chanson)
Pour les articles homonymes, voir Mind Games.
Singles de John Lennon
Woman Is the Nigger of the World
(1972) Whatever Gets You thru the Night
(1974)
Mind Games est une chanson de John Lennon parue en 1973 en single et sur l'album du même nom.

## Origines
Cette chanson, qui avait été commencée en 1969 et peut être entendue lors des sessions d'enregistrement de Let It Be des Beatles, était originellement intitulée "Make Love, Not War" (faites l'amour, pas la guerre), un slogan hippie de l'époque. Une autre chanson, "I Promise", contient la mélodie qui sera plus tard celle de "Mind Games". Les enregistrements originaux de John Lennon de "Make Love, Not War" et de "I Promise", enregistrés en 1970, sont disponibles sur l'album John Lennon Anthology. Lennon finit d'écrire la chanson après avoir lu le livre Mind Games: The Guide of Inner Games de Robert Masters et Jean Houston. Plus tard, John Lennon rencontrera Robert Masters au restaurant et lui dira "Je suis un de vos fans. Vous avez écrit Mind Games".

## Enregistrement
Quatre ans plus tard, les paroles évoluèrent pour devenir "Mind Games", inspiré par le livre du même nom de Robert Masters et Jean Houston (1972). En restant sur le thème original, les paroles évoquent l'amour et les perspectives positives. Les paroles "YES is the answer" ("Oui est la réponse") est un clin d'œil à l'œuvre de sa femme Yoko Ono qui les firent se rencontrer. La chanson fut enregistrée durant son "Lost Weekend", période de 18 mois durant laquelle Lennon s'était séparé de Yoko Ono pour May Pang.

## Interprètes
- John Lennon : voix, guitare
- David Spinozza : guitare
- Ken Ascher : claviers
- Gordon Edwards : basse
- Jim Keltner : percussions

## Reprises
En 1995, cette chanson fut enregistrée par George Clinton pour un album en l'hommage à John Lennon: Working Class Hero: A Tribute to John Lennon.
En 2001, elle fut interprétée par Kevin Spacey pendant le concert Come Together: A Night for John Lennon's Words and Music.
Le groupe irlandais Hal a repris Mind Games pour Q Magazine en 2005
En 2006, elle est reprise par le groupe pop/rock allemand MIA, ainsi que par le groupe australie, Eskimo Joe, pendant le projet Make Some Noise pour supporter Amnesty International.
En 2007, une version de Gavi Rossdale apparait sur l'album Instant Karma: The Amnesty International Campaign to Save Darfur en tant que piste bonus en exclusivité sur iTunes.
En Avril 2009, une version enregistrée par Sinead O'Connor au milieu des années 90 apparait sur l'édition deluxe de son second album : I Do Not Want What I Haven't Got.